# Hội đồng Lập pháp Brunei
Hội đồng Lập pháp Brunei (Tiếng Mã Lai: Majlis Mesyuarat Negara Brunei (مجليس مشوارت نڬارا بروني)) là một cơ quan lập pháp đơn viện của Brunei. Hội đồng thường tổ chức cuộc họp hàng năm vào tháng 3 tại Tòa nhà Hội đồng Lập pháp ở Bandar Seri Begawan và vì Brunei là chế độ quân chủ chuyên chế nên Hội đồng Lập pháp chỉ có chức năng cố vấn.

## Lịch sử
Hội đồng được thành lập vào năm 1959 theo Điều 23 của Hiến pháp Brunei năm 1959. Kỳ họp đầu tiên đã được tổ chức tại Lapau vào ngày 21 tháng 10 năm 1959. Năm 1984, Hội đồng đã tổ chức 32 cuộc họp; lần cuối cùng là Kỳ họp thứ 21 được tổ chức vào ngày 12 tháng 2 năm 1984. Sultan Hassanal Bolkiah đã giải tán Hội đồng vào ngày hôm sau. Do đó, quyền lập pháp đã được trao hoàn toàn cho Sultan.
Brunei ở trong tình trạng không có cơ quan lập pháp cho đến ngày 25 tháng 9 năm 2004, khi Sultan quyết định phục hồi Hội đồng bằng cách sử dụng lại hệ thống cũ. Tuy nhiên, Brunei, một lần nữa, không có cơ quan lập pháp. Sultan đã hủy bỏ Hội đồng vào ngày 1 tháng 9 năm 2005 và, vào ngày hôm sau, lại tái lập lại Hội đồng dựa trên bản Hiến pháp sửa đổi của Brunei.

## Vai trò
Từ năm 1959, Hội đồng đã đóng vai trò quan trọng đối với Brunei; không chỉ để xem xét và phê duyệt các dự toán ngân sách và doanh thu, mà còn để tư vấn cho Sultan về sự lãnh đạo của Chính phủ, xem xét các chính sách do Chính phủ thực hiện và thông qua các dự luật và hành động do Chính phủ và các thành viên khác của Hội đồng đưa ra.

## Thành viên
Hội đồng bao gồm Sultan, Thái tử, các Bộ trưởng trong Nội các và ba loại thành viên: các thành viên có chức vụ, thành viên đại diện cho các huyện, và các thành viên trong số những người Brunei xuất sắc. Tất cả các thành viên, ngoại trừ Sultan, được Sultan chỉ định theo Điều 24 của Hiến pháp Brunei.
Từ ngày 13 tháng 1 năm 2017, Hội đồng có 33 thành viên, trong đó có 13 bộ trưởng nội các.

## Thủ tục lập pháp
Hội đồng tuân theo thủ tục như các Nghị viện thành viên khối Thịnh vượng chung khác trong Hiệp hội nghị viện các nước khối Thịnh vượng chung (CPA). Tất cả các dự luật trình bày trong Hội đồng đều trải qua ba lần đọc, tuy nhiên, phải được sự chấp thuận trước từ Nội các trước khi trình ra Hội đồng. Một khi dự luật được thông qua, một dự luật phải có được chuẩn thuận của Hoàng gia (''Royal Assent'') để biến dự luật đó thành Đạo luật.